# Атанас Вангелов
Атанас Вангелов (на македонска литературна норма: Атанас Вангелов) е писател, поет, литературен критик, есеист, драматург и преводач от Северна Македония.

## Биография
Роден е в 1946 година в град Богданци. Завършва Филологическия факултет на Скопския университет. Доктор e на филологическите науки. Преподава във Филологическия факултет в Скопие и е лектор по македонски език и литература в Париж. Работи като журналист в Радио Скопие. Член е на редакцията на списание „Разгледи“. Член е на Дружеството на писателите на Македония от 1967 година. Носител е на наградите „Млад борец“, „Бракя Миладиновци“, „Божидар Настев“, „Димитар Митрев“, „Златно перо“, „Григор Пърличев“.
Магистърската му теза в Скопския университет е на тема „Артизмот и современата македонска литература“, а докторската – на тема „Семантичките фигури во македонската народна лирика“.
Преводач от френски език на научните изследвания „Поетика“ на Цветан Тодоров (1990), „Енциклопедичен речник на науките за езика“ I-II на Дюкро и Тодоров (1994) и на сборника „Теория на прозата“ (1996).
От 1996 година до 2010 година е първият посланик на Република Македония в Унгария.
В 2021 година му е връчена Държавната награда „Единадесети октомври“.
Умира на 24 октомври 2021 г. в Скопие.

## Творчество
- Земјата на цветот (поезия, 1966),
- Препев на планината (поезия, 1970),
- Мистер Порфирие (телевизионна драма, 1971),
- Живеалиште (поезия, 1974),
- Глетки и пивиденија (поезия, 1977),
- Песме / Песни (1978),
- Артизмот и современата македонска поезија (студия, 1978),
- Преданија (поезия, 1978),
- Литературни студии (1983),
- Строго доверливо (поезия, 1985),
- Решето (критика, 1985),
- Неодредени лични заменки (драма, 1986),
- Семантички фигури во македонската народна лирика (студия, 1987),
- Траги (поезия, 1991),
- Преписите на Божин Павловски (студия, 1992),
- Микрочитања (критика, 1993),
- На безгласје глас (поема, 1994),
- Гласови и траги (избрана поезия, 1995),
- Исказот и стварноста (критика, 1995),
- Водопад (поезия, 1998),
- Морфологија на бо(љ)шевизмот (студия, 1998),
- Pro et contra македонизми (критика, 1998)
- Див занес (роман, 2002),
- Македонски писатели (I) (критика, 2004),
- Маките на Моцарт од Жван (студия, 2007),
- Изучување на молкот (избрана поезия, 2008),
- Looking for dogwood (избрана поезия на английски език, 2010),
- Деспот Караѓоз (студия, 2010),
- Studying the silence (избрана поезия на английски език, 2011),
- Неодређене личне заменице (драма, превод на сръбски език, 2012),
- Деспот Кољ (драма, 2020),
- Лирската биографија на Конески (студия, 2020),
- Филолошката критика на Конески (студия, 2021).